# Camaroptera brevicaudata
Camaroptera brevicaudata е вид птица от семейство Cisticolidae. Има 11 признати подвида.

## Разпространение
Видът е разпространен в Африка на юг от пустинята Сахара.